# داوید بوشه
داوید بوشه (فرانسوی: David Boucher‎؛ زادهٔ ۱۷ مارس ۱۹۸۰) دوچرخه‌سوار اهل فرانسه است.
از باشگاه‌هایی که در آن رکاب زده‌است می‌توان به سایکل کولستروپ، لاندباوکردیت–کولناخو، و تیم دوچرخه‌سواری اف‌دی‌جی اشاره کرد.